# Nathaniel Albertson
Nathaniel Albertson (* 10. Juni 1800 in Fairfax, Virginia; † 16. Dezember 1863 in Central City, Colorado) war ein US-amerikanischer Politiker. Zwischen 1849 und 1851 vertrat er den Bundesstaat Indiana im US-Repräsentantenhaus.

## Werdegang
Über die Kindheit und Jugend sowie über die Schulausbildung von Nathaniel Albertson ist nichts überliefert. Später zog er nach Salem in Indiana, wo er in der Landwirtschaft arbeitete. Seit 1835 lebte er in Greenville, wo er ebenfalls als Landwirt tätig war. Gleichzeitig begann er als Mitglied der Demokratischen Partei eine politische Laufbahn. Zwischen 1838 und 1840 saß er als Abgeordneter im Repräsentantenhaus von Indiana.
Bei den Kongresswahlen des Jahres 1848 wurde Albertson im ersten Wahlbezirk von Indiana in das US-Repräsentantenhaus in Washington, D.C. gewählt, wo er am 4. März 1849 die Nachfolge von Elisha Embree antrat. Da er im Jahr 1850 nicht wiedergewählt wurde, konnte er bis zum 3. März 1851 nur eine Legislaturperiode im Kongress absolvieren. Nach seinem Ausscheiden aus dem US-Repräsentantenhaus betätigte sich Albertson wieder in der Landwirtschaft. Im Jahr 1853 zog er nach Keokuk in Iowa, wo er im Handel arbeitete. 1856 kam er nach Boonville in Missouri, wo er ebenfalls im Handel tätig war. Seit 1860 lebte Nathaniel Albertson in Central City (Colorado), wo er im Bergbau und im Hotelgeschäft arbeitete. Dort ist er am 16. Dezember 1863 auch verstorben. Albertson war Sklavenhalter.